# Vertiente hidrográfica

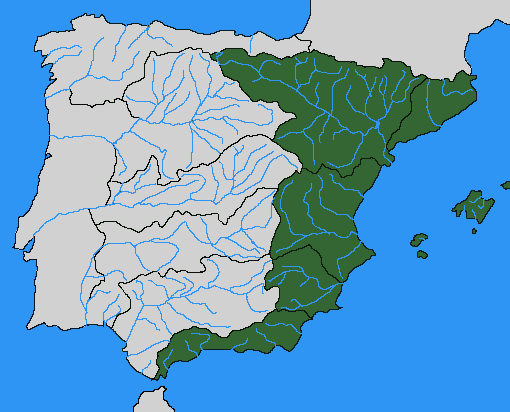
Vertiente mediterránea, España (en color verde oscuro).

Una vertiente hidrográfica es un conjunto de cuencas hidrográficas cuyos ríos con sus afluentes desembocan en un mismo mar y en ocasiones, en un mismo lago, especialmente, si este es de superficie considerable.

## Divisoria de vertientes
Una divisoria de vertientes es una línea imaginaria trazada en la separación de las áreas de dos vertientes contiguas. Suele pasar, aunque no siempre, por las cumbres del relieve que produce la separación.
Un ejemplo notable es la Divisoria continental de América, que separa las vertientes del Océano Atlántico de las demás vertientes del continente. En los Estados Unidos y Canadá, la Gran Divisoria separa los ríos que drenan hacia el Pacífico —como el río Colorado y el río Columbia— de los que drenan hacia el océano glacial Ártico, como el Yukón y Mackenzie y al océano Atlántico, tanto hacia el golfo de México —como el río Grande y el río Misisipi, como los que desembocan directamente en este océano, como el Hudson y el San Lorenzo.  En América del Sur, la cordillera de los Andes constituye una divisoria de las tres vertientes que existen en el continente: la vertiente del Pacífico, la del mar Caribe (por ejemplo, el río Magdalena, en Colombia) y la del océano Atlántico (Orinoco, río Amazonas, río Paraná, etc.). En este último caso, las características tan diferentes de estos ríos, sirven de ejemplo del uso del concepto de vertiente, cuando se trata de estudiar la geografía a escala continental, en la que sólo se tiene en cuenta los rasgos más notables y generales.
• Los ríos de la vertiente del Pacífico son relativamente cortos, con grandes pendientes, encajados profundamente en el relieve (el caso más espectacular es el del río Majes, en Perú, que excavó un cañón de unos 3.000 m de profundidad, es decir, el doble que la profundidad del Cañón del Colorado).  
• En cambio, la vertiente del Caribe presenta algunos ríos encajados en valles tectónicos formados por la división del relieve en numerosas cordilleras paralelas: es el caso del río Magdalena con su afluente principal, el río Cauca) en Colombia y el río Tocuyo en Venezuela. 
• Por último, los ríos de la vertiente del Atlántico son muy largos, caudalosos, con escasas pendientes, con numerosos meandros, navegables, características que se deben a que la divisoria de vertientes se encuentra mucho más cerca del Océano Pacífico que del Atlántico. 
Es por ello que al océano Atlántico drenan el 47% de todas las aguas continentales, mientras que al Pacífico sólo van a desembocar el 13% de dichas aguas. Esta desproporción es todavía mayor si nos referimos a continentes o subcontinentes: en el caso de América del Sur, la diferencia entre la vertiente atlántica y la pacífica es mucho mayor, considerándola de manera porcentual.
Siguiendo con la vertiente atlántica de América del Sur, hay que señalar el caso único de la bifurcación de las aguas del Orinoco a través del río Casiquiare, cuyas aguas van a desembocar al Amazonas. No podemos hablar en este caso, de una divisoria de vertientes sino de cuencas (la del Orinoco y la del Amazonas). Sin embargo, la enorme cuenca combinada de estos dos ríos (más de ocho millones de km²) le da una escala prácticamente continental. La divisoria de cuencas en este caso sirvió para establecer parcialmente los límites, en 1750, entre las colonias de Brasil (perteneciente a Portugal en ese tiempo) y de Venezuela (España) y que, de acuerdo con el principio de Uti possidetis iure, se mantuvieron después de la independencia de los países nombrados.